# Партия Колорадо (Уругвай)
Партия Колорадо (исп. Partido Colorado, досл. Красная партия), также известная как Батльистская партия (по имени одного из её лидеров начала XX века) — политическая партия в Уругвае.
Партия Колорадо объединяет под своим началом консервативные, умеренные и социал-демократические группы. Наряду с Национальной партией (Бланко) является одной из двух политических сил страны, непрерывно существующих с XIX века, но при этом постоянно разбитой на фракции.
В длительный период становления и стабилизации республики Уругвай партия Колорадо являлась правящей партией в государстве. Она находилась у власти практически непрерывно с 1868 по 1959 год. По результатам выборов 1958 года она уступила статус правящей партии Национальной партии Уругвая и в следующий раз добилась успеха на выборах 1966 года. Впоследствии партия одерживала победу в 1984, 1994 и 1999 годах.
Членами партии Колорадо была значительная часть президентов Уругвая, таких, как Фруктуосо Ривера, Венансио Флорес, Хосе Батлье-и-Ордоньес, Луис Батлье Беррес, Хорхе Пачеко Ареко, Хуан Мария Бордаберри, Хулио Мария Сангинетти и Хорхе Луис Батлье.
По итогам национальных выборов, проведённых в 2004 году, партия Колорадо получила 10 депутатских мест из 99 и 3 места из 31 в Сенате. Кандидат от партии в президенты Уругвая, Гильермо Стирлинг, получил 10,4 % голосов избирателей. Выборы 2004 года стали самыми неудачными за всю предшествовавшую историю существования партии Колорадо.
На всеобщих выборах в 2009 году кандидат от партии Педро Бордаберри получил 392 307 голосов (или 17,51 % от общего количества). В Национальный совет избрано 17 человек, в Сенат — 5 человек.
На всеобщих выборах в 2014 году кандидат от партии Педро Бордаберри получил 305 699 голосов (или 13,33 % от общего количества). В Национальный совет избрано 3 человек, в Сенат — 4 человека.
Фракции: Вамос Уругвай — 2 места в Сенате; ПроБа — 1 место в Сенате; Батльисты — 1 место в Сенате.